# Kangasala
Kangasala est une ville du sud-ouest de la Finlande. Elle se situe dans la région du Pirkanmaa.

## Histoire
Dès le XVIe siècle, les nobles suédois fondent des manoirs royaux dans cette région peu peuplée. Les plus connus sont :
- Liuksila, où la reine de Suède Karin Månsdotter vécut après la mort de son mari Erik XIV de Suède en 1577, et jusqu'à sa propre mort en 1612.
- Wääsky, résidence entre 1562 et 1596 de Karin Hansdotter (en), favorite du roi Jean III de Suède.

L'église de Kangasala est construite dans les années 1760.
Le XIXe siècle voit plusieurs voyageurs de marque s'extasier devant le paysage de lacs entrecoupés par d'importants eskers.
Alexandre Ier de Russie passe notamment par là en 1819, puis en 1853 Zacharias Topelius écrit un des poèmes finlandais les plus connus, Jour d'été à Kangasala.
Le 31 janvier 1918 se tient un des premiers massacres de la Guerre civile finlandaise lorsque des rouges y exécutent 17 blancs lors du bain de sang de Suinula (fi).
En 2005, la municipalité de Sahalahti est rattachée à Kangasala, lui ajoutant 2 200 habitants et 172 km2.
Son église est remarquable.

## Géographie
Lacs, eskers, moraines...

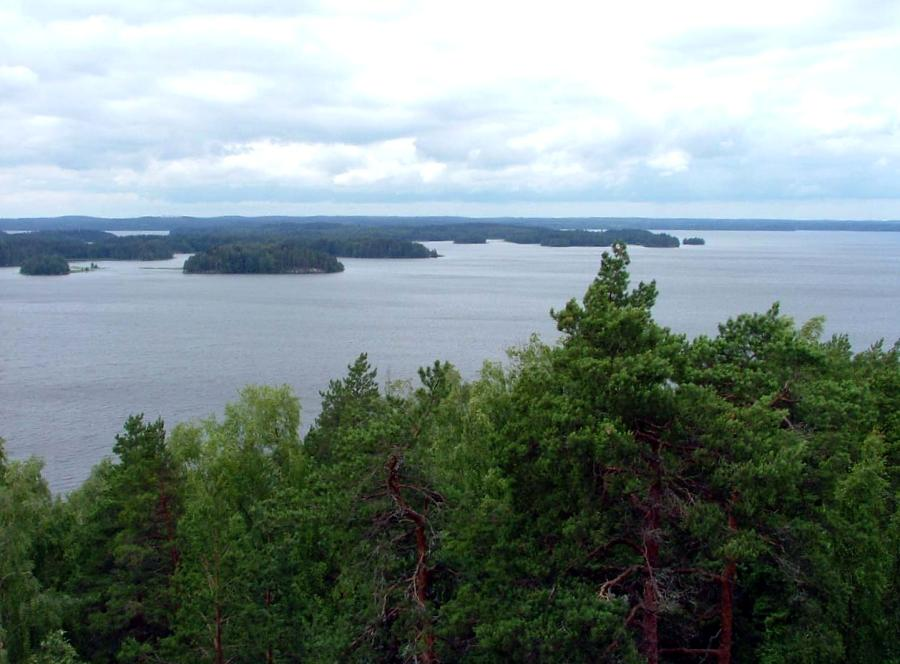
Le lac Roine vu de la tour d'observation de Vehoniemi à Kangasala.

De nombreuses tours d'observation permettent d'avoir un panorama sur le paysage typique du centre de la Finlande.
Les lacs les plus importants sont le Roine, le Längelmävesi et le Vesijärvi.
71 villages se répartissent dans cette commune de taille moyenne.
La municipalité fait maintenant partie de la banlieue de Tampere et connaît une urbanisation de plus en plus prononcée, surtout dans sa partie ouest.
Les communes voisines sont Tampere à l'ouest, Orivesi au nord, Kuhmalahti à l'est, Pälkäne et Valkeakoski au sud et enfin Lempäälä au sud-ouest.

## Transports

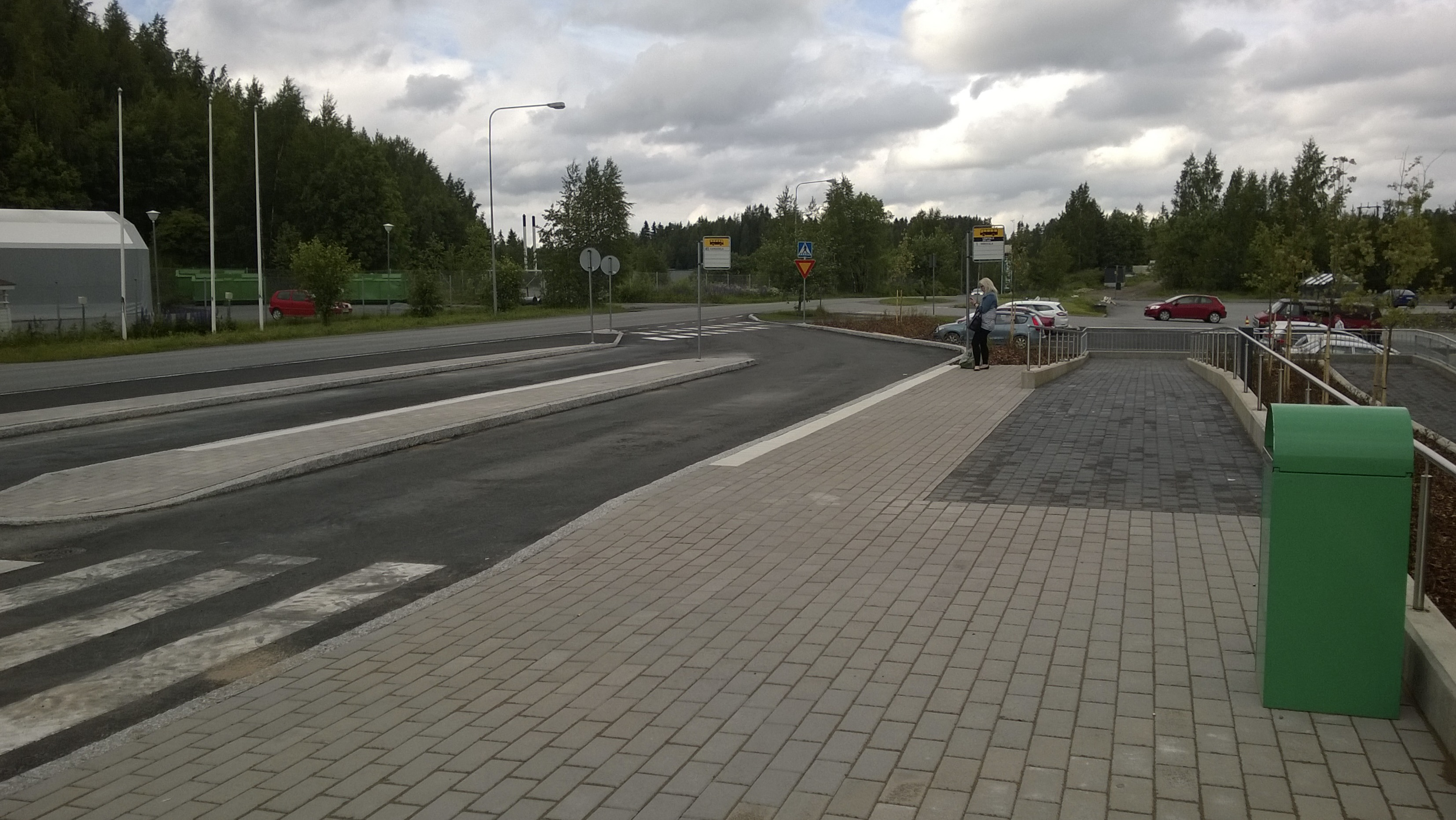
Arrêts des bus de Kangasala.

Kangasala est traversée par la nationale 9, la route nationale 12, la route principale 58, la route régionale 310 et la route régionale 325.
La ligne de chemin de fer Tampere-Orivesi, ouverte à la circulation en 1883, passe également par Kangasala.
Aujourd'hui, la gare de passagers la plus proche de Kangasala est la gare de Tampere.
L'aéroport le plus proche de Kangasala est l'aéroport de Tampere-Pirkkala, situé à environ 33 km du centre de Kangasala.

## Démographie
La démographie de Kangasala a évolué comme suit,, :
| Année      | 1751  | 1805  | 1860  | 1900  | 1930  | 1964   | 1996   |
| ---------- | ----- | ----- | ----- | ----- | ----- | ------ | ------ |
| population | 3 555 | 3 853 | 4 726 | 6 174 | 6 974 | 13 547 | 21 714 |

| Année      | 2005   | 2010   | 2012   | 2015   | 2020   |
| ---------- | ------ | ------ | ------ | ------ | ------ |
| population | 26 185 | 28 466 | 29 891 | 30 563 | 32 091 |

## Administration

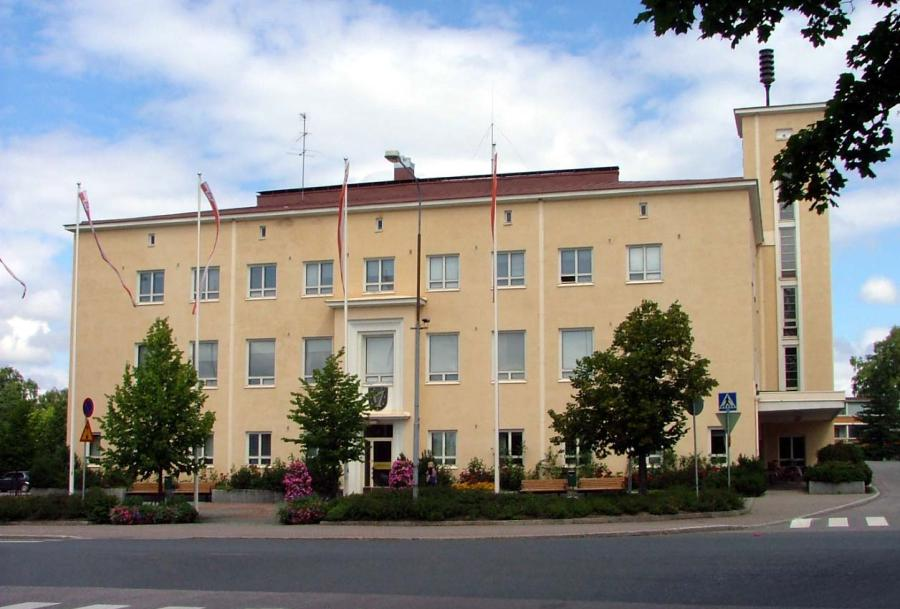
Mairie de Kangasala.

| Parti | Parti                           | Sièges 2000 | Sièges 2004 | Sièges 2008 | Sièges 2012 | Sièges 2017 | Sièges 2021     | Sièges 2021 |
| ----- | ------------------------------- | ----------- | ----------- | ----------- | ----------- | ----------- | --------------- | ----------- |
|       | Parti de la coalition nationale | 14          | 11          | 13          | 15          | 13          | en augmentation | 14          |
|       | Parti social-démocrate          | 11          | 12          | 10          | 13          | 12          | en diminution   | 11          |
|       | Parti du centre                 | 7           | 7           | 5           | 7           | 5           | en diminution   | 4           |
|       | Chrétiens-démocrates            |             | 2           | 4           | 5           | 5           | Stable          | 5           |
|       | Alliance de gauche              | 4           | 4           | 3           | 2           | 3           | en diminution   | 2           |
|       | Ligue verte                     | 1           | 1           | 3           | 3           | 7           | en diminution   | 6           |
|       | Vrais Finlandais                |             |             | 1           | 6           | 6           | en augmentation | 9           |
|       | autres                          | 6           | 6           | 4           |             |             |                 |             |

## Jumelages
La ville de Kangasala est jumelée avec :
| Ville | Ville                   | Pays | Pays       |
| ----- | ----------------------- | ---- | ---------- |
|       | commune de Räpina (en), |      | Estonie    |
|       | Eiði                    |      | îles Féroé |
|       | Fjallabyggð             |      | Islande    |
|       | Herning (en)            |      | Danemark   |
|       | Holmestrand             |      | Norvège    |
|       | Husby                   |      | Allemagne  |
|       | Jomala                  |      | Finlande   |
|       | Paamiut                 |      | Groenland  |
|       | Pervomaïskoïe           |      | Russie     |
|       | Vänersborg              |      | Suède      |
|       | Zülpich                 |      | Allemagne  |

## Galerie

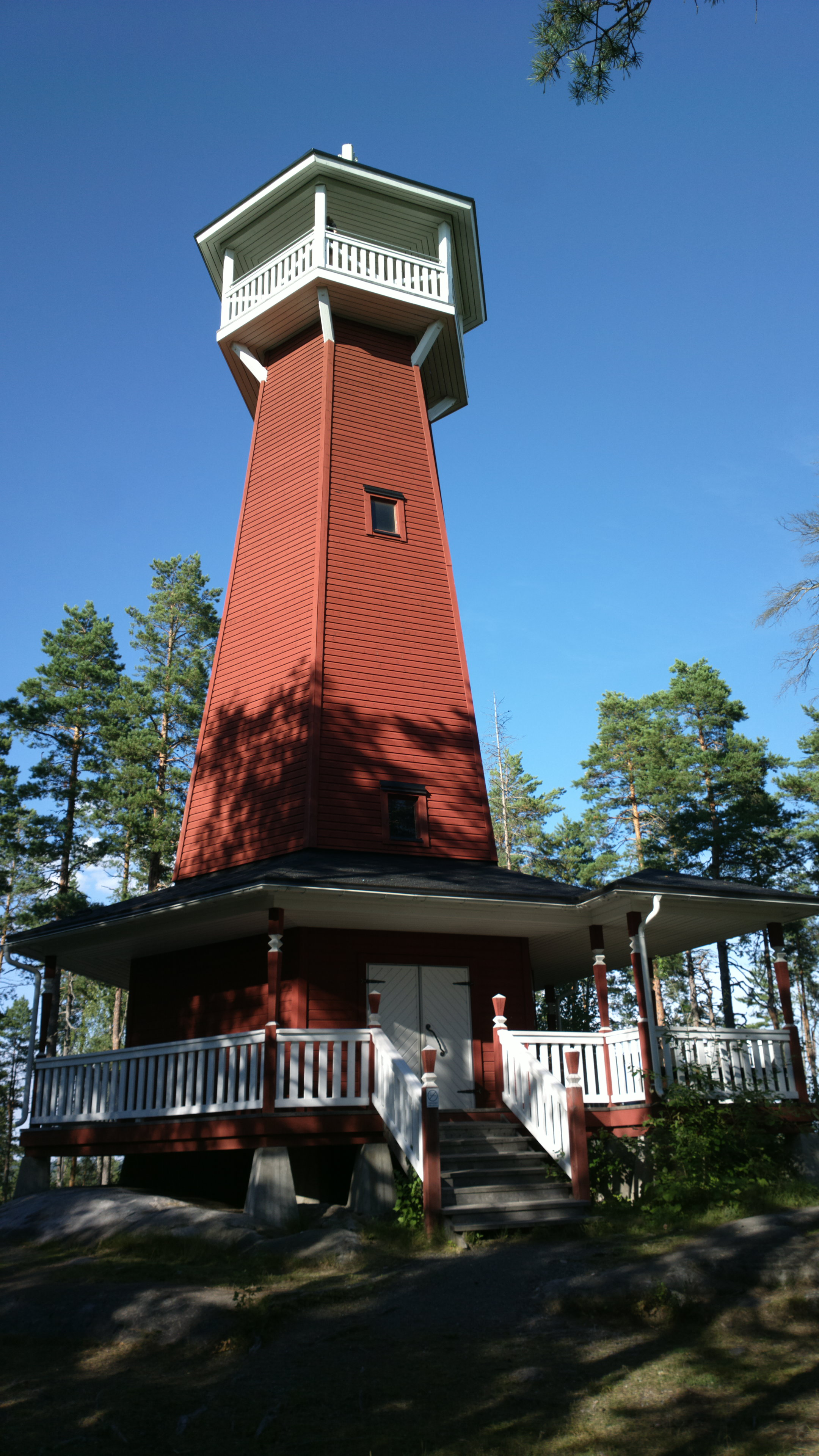
Observatoire de Kirkkoharju.
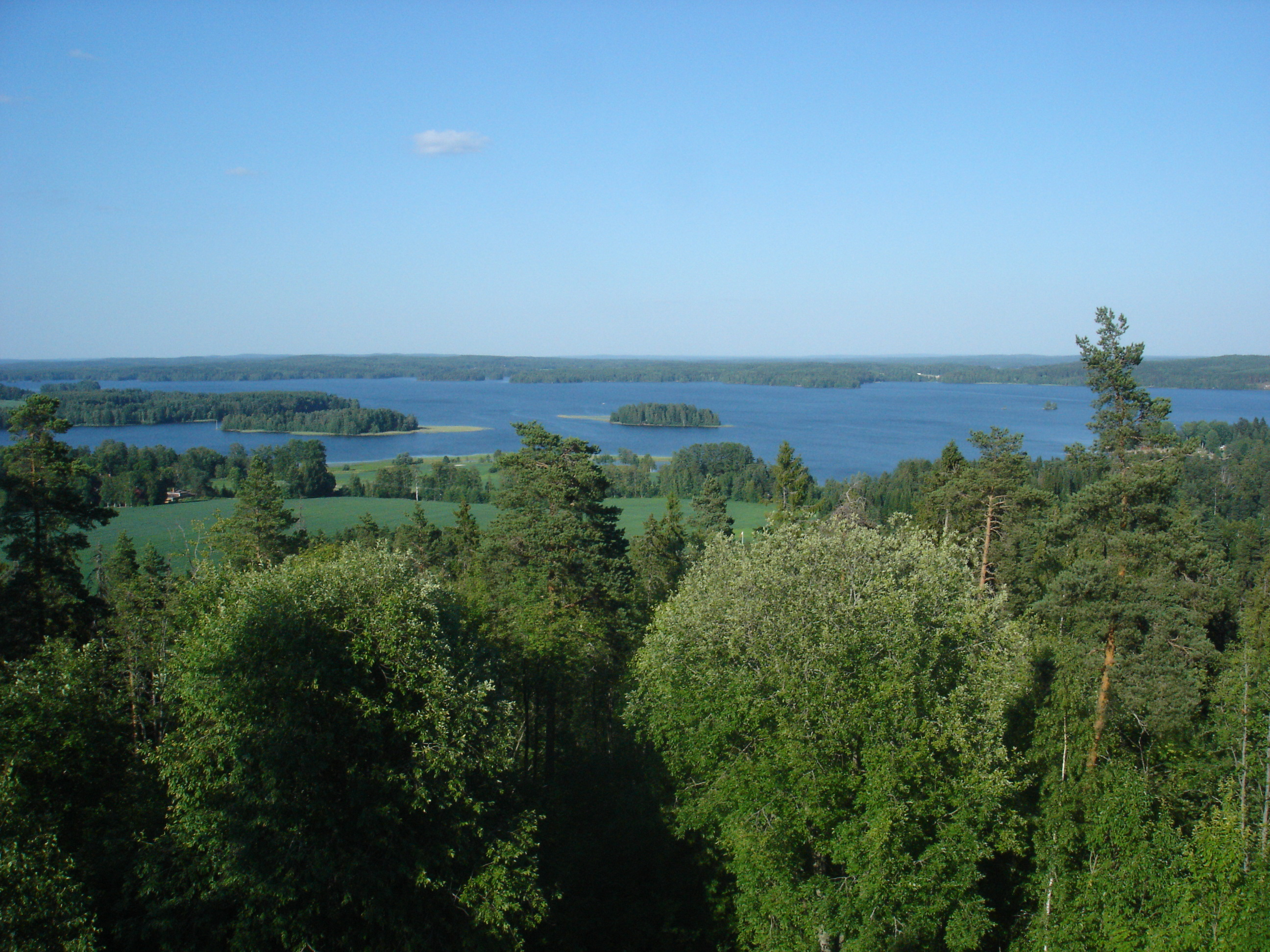
Le lac Vesijärvi vu de l'observatoire.
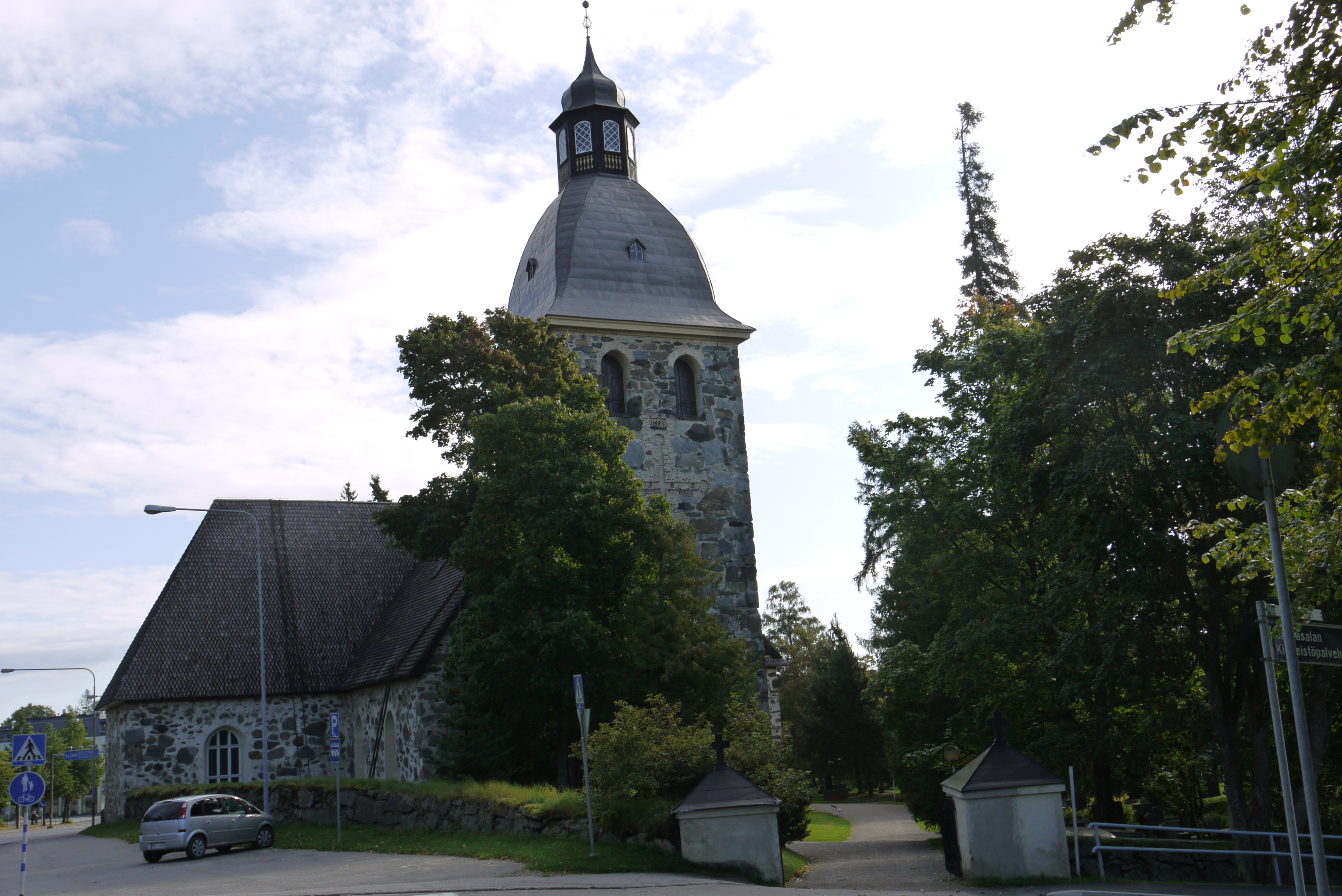
L'église de Kangasala.
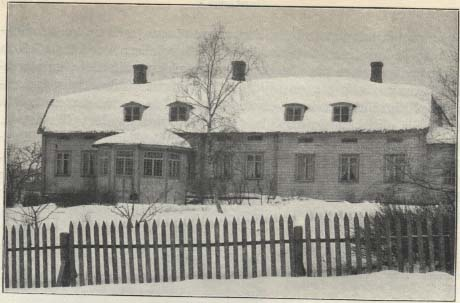
Le presbytère.
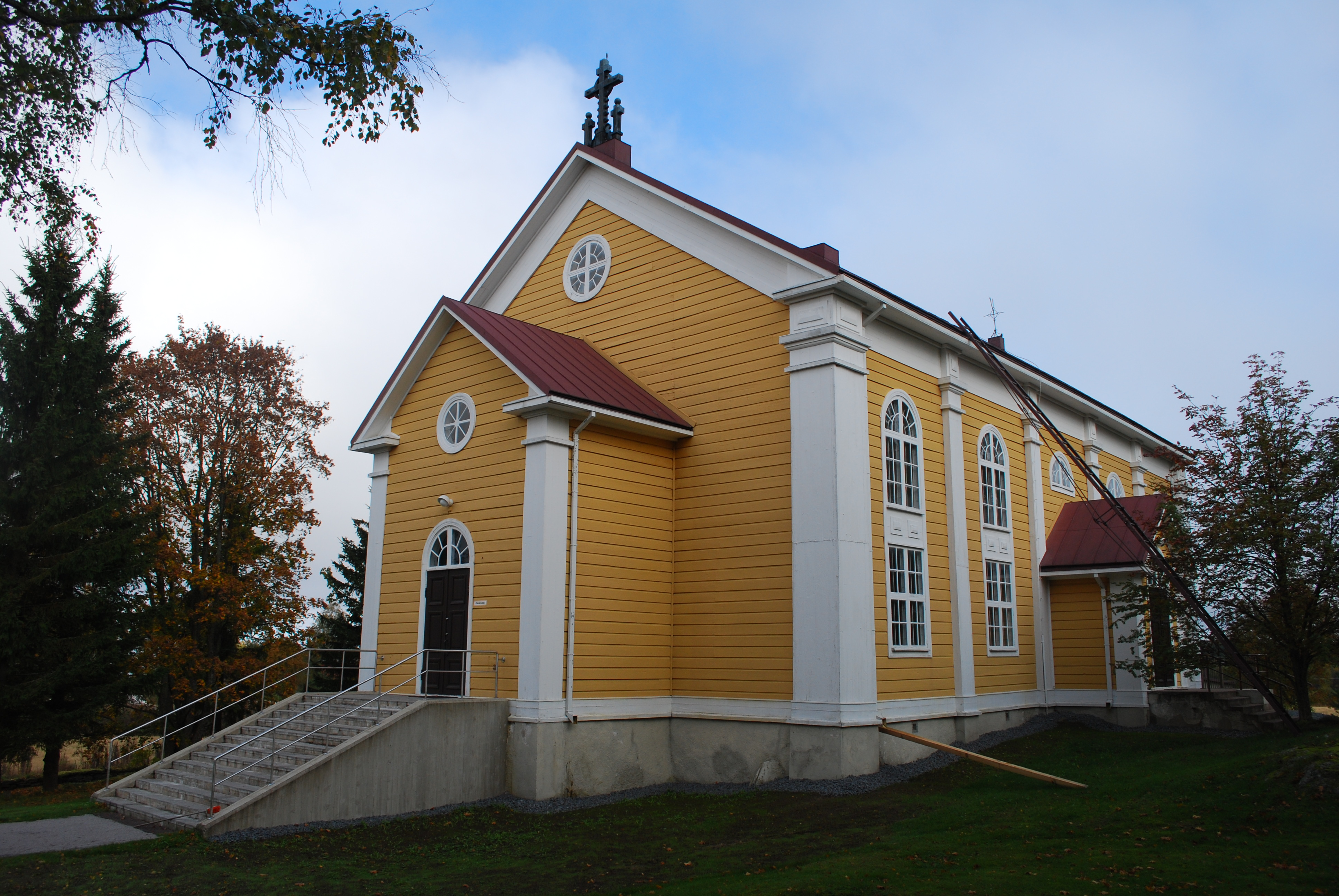
L'église de Kuhmalahti.
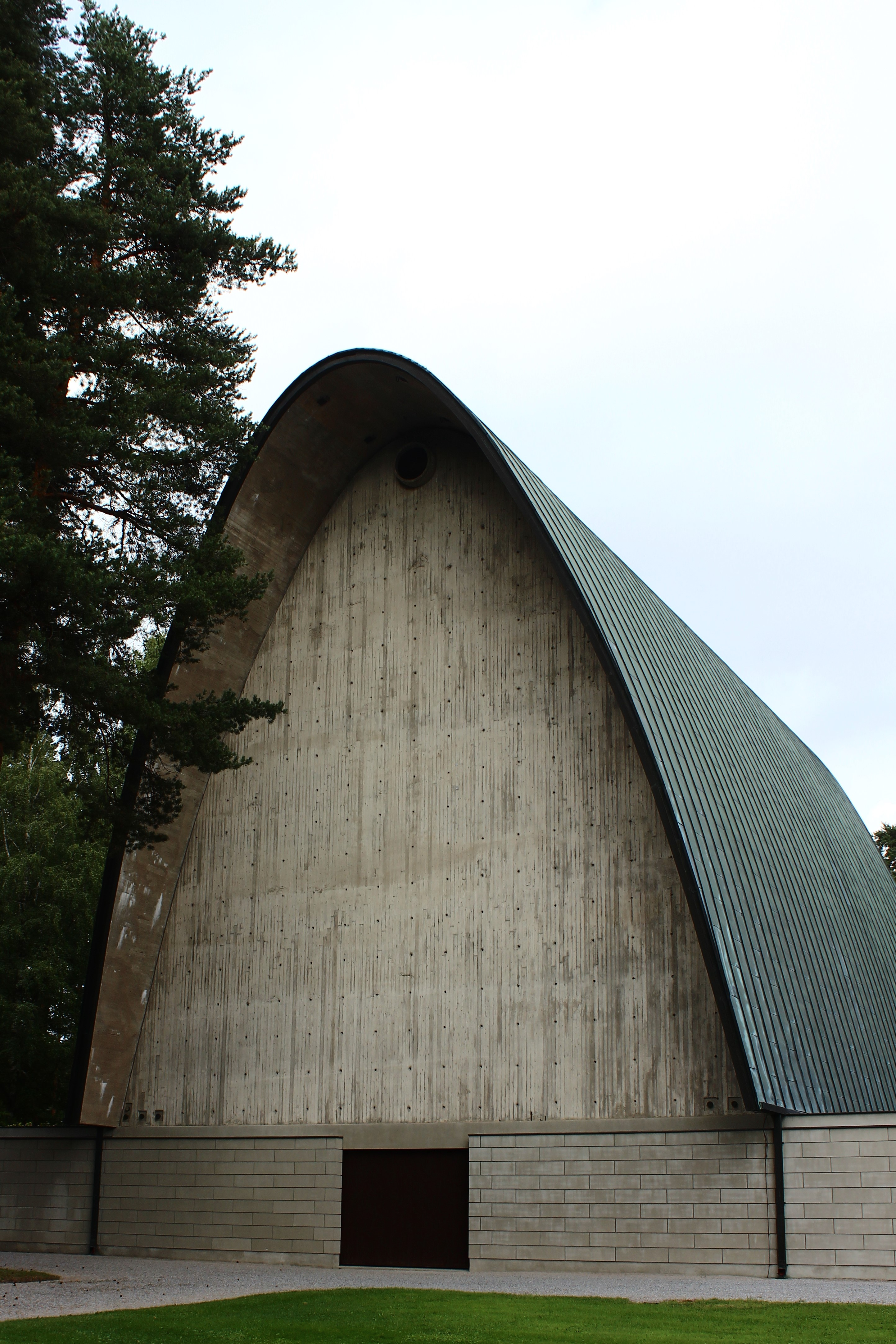
Chapelle de Vatiala.
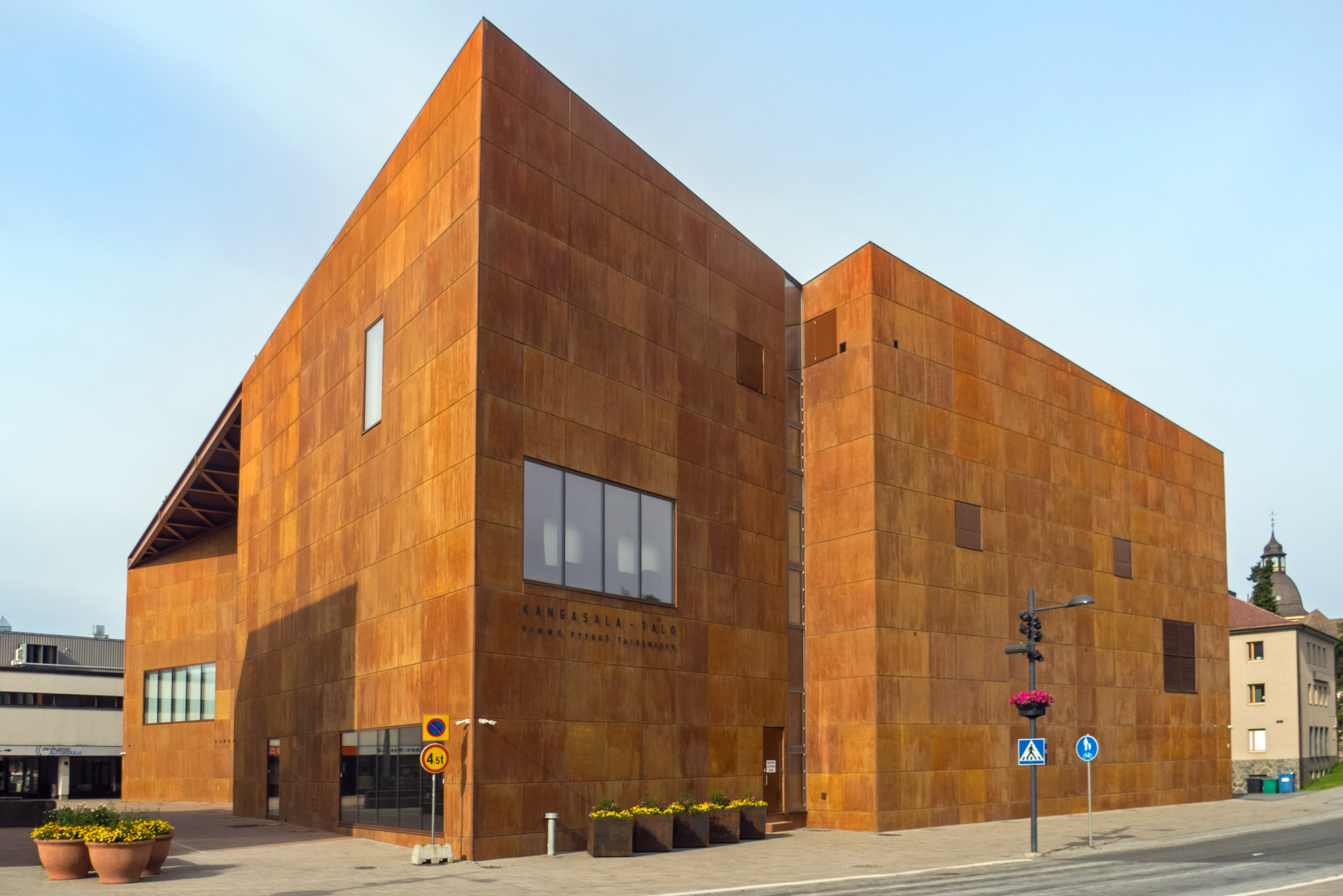
Kangasala-talo de Heikkinen–Komonen.
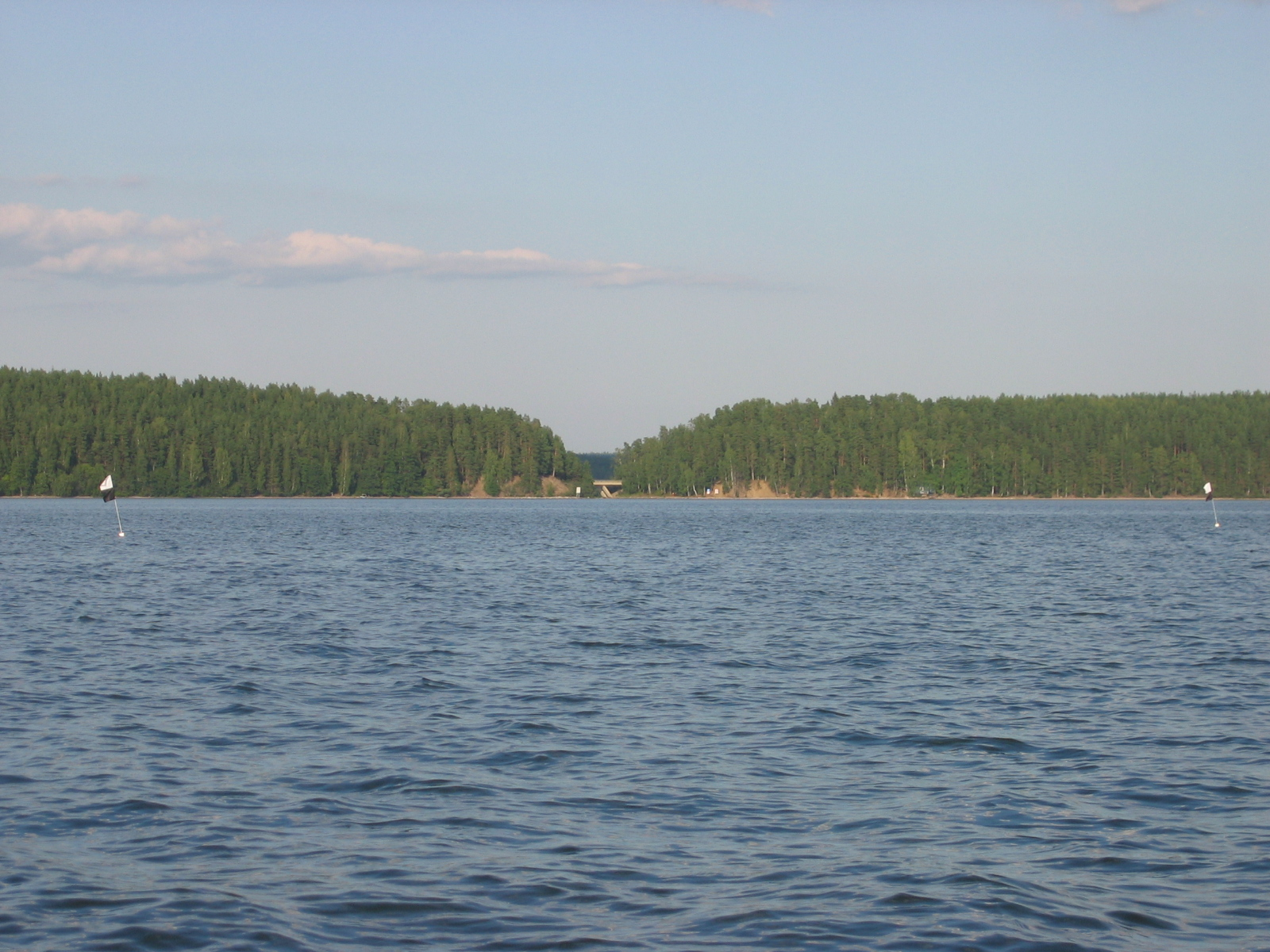
Canal de Kaivanto.